# Tokudaia
Tokudaia és un gènere de rosegadors de la família dels múrids. Les espècies d'aquest grup són endèmiques de l'arxipèlag de Ryūkyū (sud del Japó). Tenen una llargada de cap a gropa de 12–18 cm i la cua de 10–13 cm. El seu hàbitat principal són els boscos amb un dens sotabosc. El seu pelatge és negre taronjós al dors i gris clar al ventre. El gènere fou anomenat en honor del zoòleg japonès Mitoshi Tokuda.